# Jim Stewart (futebolista)
Jim Stewart (9 de março de 1954) é um ex-futebolista escocês.

## Carreira
Jim Stewart competiu na Copa do Mundo FIFA de 1974, sediada na Alemanha, na qual a seleção de seu país terminou na 9º colocação dentre os 16 participantes.